# 10-й Вирджинский пехотный полк
10-й Вирджинский пехотный полк (англ. The 10th Virginia Volunteer Infantry Regiment) был пехотным полком, набранным в долине Шенандоа для армии Конфедерации во время Гражданской войны в США. Он сражался почти исключительно в составе Северовирджинской армии.

## Формирование
Полк был сформирован в Харперс-Ферри в конце весны 1861 года. Его основой стали несколько волонтёрских рот 4-го полка вирджинского ополчения, сформированных ещё в 50-е годы во время мятежа Джона Брауна. Роты полка были набраны в округах Шенандоа, Рокингем, Паж и Мэдисон. 1 июля 1861 ода полк был официально включён в армию Конфедерации. В ходе войны полк числился в бригадах Элзи, Тальяферро, Фалкерсона, Колстона, Стюарта и Терри. Первым командиром полка стал полковник Саймон Гиббонс, подполковником — Эдвард Уоррен.

## Боевой путь
В июле 1861 года полк числился в бригаде Арнольда Элзи и был направлен под Манассас, где был задействован в первом сражении при Булл-Ран. Бригадой некоторое время командовал Эдмунд Кирби Смит, но он был ранен и командование снова принял Элзи. Под командованием Элзи бригада атаковала и обратила в бегство бригаду Оливера Ховарда, последний резерв федеральной армии. В этом бою полк потерял 16 человек.
Весной 1862 года полк был включён в бригаду Уильяма Тальяферро и участвовал в кампании в долине Шенандоа, где в сражении при Макдауэлл был потерян 21 человек и был убит полковник Гиббонс. Командование полком принял подполковник Уоррен.
Во время Семидневной битвы полк числился в дивизии Томаса Джексона, в бригаде Самуэля Фалкерсона. Он участвовал в сражении при Гэинс-Милл, где понес незначительные потери, однако, был смертельно ранен бригадный генерал Фалкерсон и командование бригадой временно принял Эдуард Уоррен, которому было присвоено звание полковника.
В ходе Северовирджинской кампании Уоррен некоторое время отсутствовал, поэтому в сражении у Кедровой горы полком командовал майор Джошуа Стовер, а во втором сражении при Булл-Ран — подполковник Самуэль Уокер. Когда Северовирджинская армия вошла в Мериленд, 10-й Вирджинский был оставлен для гарнизонной службы в Мартинсберге, поэтому не участвовал в сражении при Энтитеме.